# Movimiento Progresista Popular (Islas Caimán)
El Movimiento Progresista Popular (inglés: People's Progressive Movement) es un partido político de las Islas Caimán.

## Elecciones
| Elección | Líder            | Número de votos | Porcentaje | Escaños | Estatus   |
| -------- | ---------------- | --------------- | ---------- | ------- | --------- |
| 2005     | Kurt Tibbetts    | 13,199          | 67.2%      | 10      | Gobierno  |
| 2009     | Kurt Tibbetts    | 11,645          | 29.8%      | 5       | Oposición |
| 2013     | Alden McLaughlin | 21,859          | 36.1%      | 10      | Gobierno  |
| 2017     | Alden McLaughlin | 4,909           | 31.23%     | 7       | Gobierno  |
| 2021     | Roy McTaggart    | 3,380           | 19.60%     | 7       | Oposición |